# Robert Holl

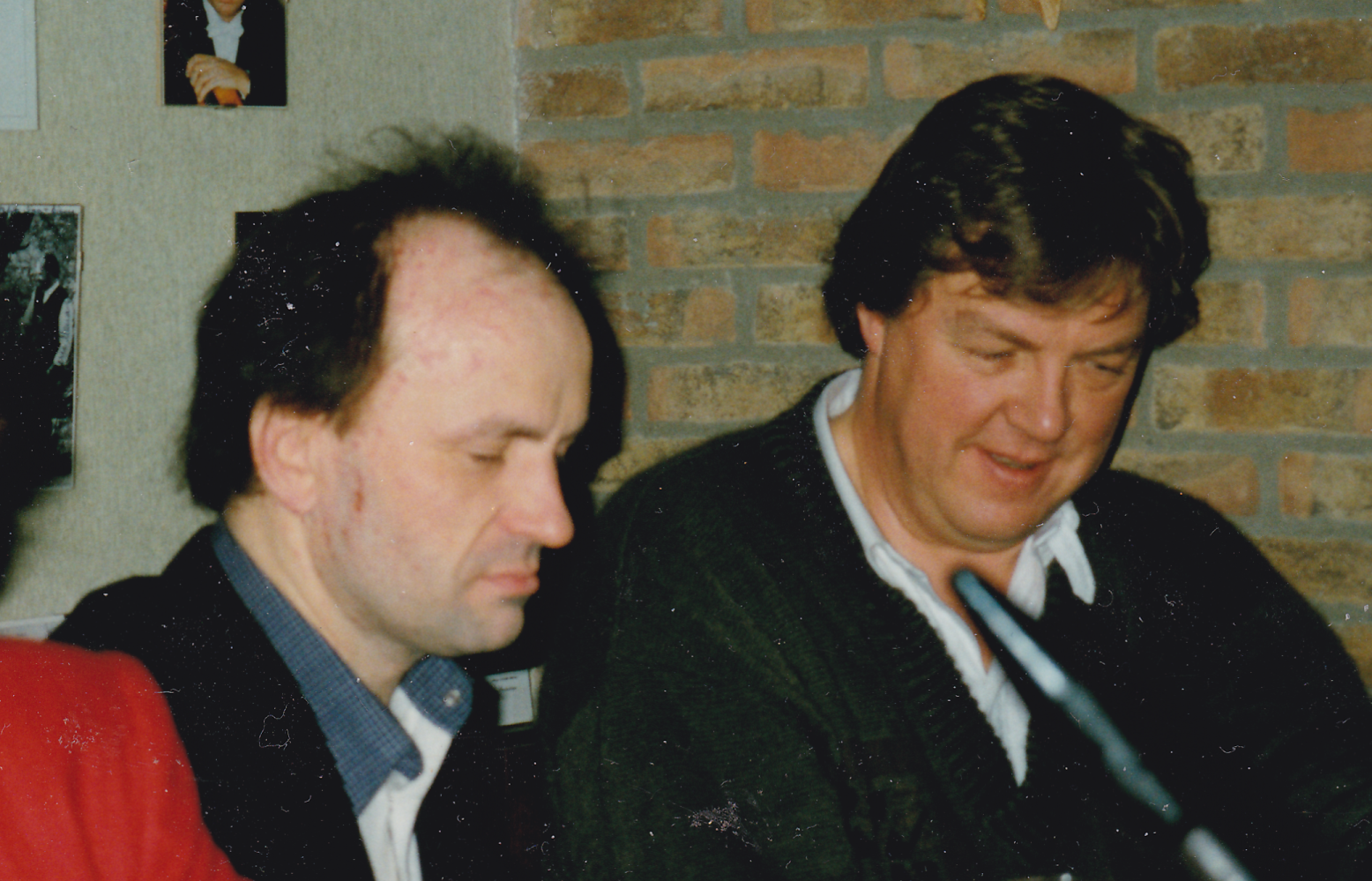
Robert Holl (rechts) und der Pianist Andrej Hoteev 1990 nach einem Konzert in Rotterdam

Robert Holl (* 10. März 1947 in Rotterdam) ist ein niederländischer Opern-, Konzert- und Liedersänger, Komponist und Gesangspädagoge. Er gilt als einer der bedeutendsten Bassbaritone der Gegenwart.

## Leben und Wirken
Robert Holl studierte in Rotterdam und gewann mit 24 Jahren den ersten Preis beim Internationalen Gesangswettbewerb in ’s-Hertogenbosch. Danach nahm er Unterricht bei Hans Hotter in München. 1972 ersang er sich den ersten Preis beim ARD-Wettbewerb in München. An der Bayerischen Staatsoper war er von 1973 bis 1975 engagiert, wurde dort aber im Spielplan kaum eingesetzt. Er nutzte die Zeit, sich im Liedgesang fortzubilden.
In den folgenden Jahren trat Holl vorwiegend als Konzert- und Liedersänger in ganz Europa, den USA, Israel und Japan auf. Er arbeitete regelmäßig mit Dirigenten wie Eugen Jochum, Karl Richter und Wolfgang Sawallisch zusammen. Bald war er auch in Opernproduktionen zu hören und zu sehen: als Gast an der Wiener Staatsoper, der Brüsseler Oper und seit 1991 am Zürcher Opernhaus mit Partien wie Sprecher und Sarastro in der Zauberflöte oder Basilio im Barbier von Sevilla unter den Dirigenten Claudio Abbado, Nikolaus Harnoncourt und Franz Welser-Möst.
An der Berliner Staatsoper Unter den Linden sang Robert Holl unter Daniel Barenboim den Landgraf Hermann in Tannhäuser, den Hans Sachs in Die Meistersinger von Nürnberg, den Daland in Der fliegende Holländer und den Komtur in Don Giovanni, an der Wiener Staatsoper unter Christian Thielemann gleichfalls den Landgrafen in Tannhäuser und den König Marke in Tristan und Isolde. Bei den Bayreuther Festspielen war er seit 1996 der Hans Sachs. Im Sommer 2004 verkörperte er in Bayreuth erstmals die Partie des Gurnemanz in einer Neuproduktion von Wagners Parsifal unter dem Dirigat von Pierre Boulez. 2007 war er erstmals Pimen in Modest Mussorgskis Boris Godunow an der Wiener Staatsoper.
Neben seinem Engagement an diversen Opernhäusern hat sich Robert Holl einen Namen als Konzertsänger gemacht. Seine besondere Vorliebe gehört dem deutschen und dem russischen Lied. Liederabende führen den Künstler regelmäßig in die internationalen Musikzentren. So ist er regelmäßig Gast der Schubertiade Vorarlberg. Er arbeitet mit internationalen Konzertpianisten wie  Andras Schiff, Oleg Maisenberg und Andrej Hoteev  zusammen.
Robert Holl gibt Meisterkurse in den Niederlanden, Österreich und Kanada. Zudem ist er künstlerischer Leiter von Schubertiaden in Holland und Österreich und engagierte sich – u. a. durch Benefizkonzerte – maßgeblich für den Erhalt von Schloss Atzenbrugg als Schubert-Gedenkstätte. Holls Bühnenpräsenz und großvolumige Stimmgewalt werden ebenso gerühmt wie seine flexible, intelligente Liedinterpretation. Er trat auch als Komponist von Liedern und Klavierstücken hervor.
1998 berief die Universität für Musik und darstellende Kunst Wien Robert Holl als ordentlichen Professor für Lied und Oratorium.
Holl ist als Gesangspädagoge auch beim Franz-Schubert-Institut Baden bei Wien aktiv.

## Ehrungen
- Im Oktober 1990 verlieh ihm die Republik Österreich den Titel Kammersänger.
- 1997 ernannten ihn die Gesellschaft der Musikfreunde in Wien und das Festival Carinthischer Sommer zum Ehrenmitglied.
- Am 26. April 1997 wurde Robert Holl, bei einer festlichen Feier in der Dominikanerkirche von Krems an der Donau als Ehrenmitglied in die Weinbruderschaft Krems, aufgenommen.
- Am 31. Mai 2005 wurde Holl in einer würdevollen Feier im Bundeskanzleramt das „Österreichische Ehrenkreuz für Wissenschaft und Kunst I. Klasse“ vom Staatssekretär für Kunst und Medien Franz Morak überreicht.
- Am 27. Oktober 2007 hat Holl im Konzerthaus De Doelen in Rotterdam den Orden vom Niederländischen Löwen empfangen.

## Kompositionen
- Nachtgesänge I-III (Text: Georg Trakl; Nachtlied, Schweigen, An Novalis)
- Frühlingsreise (Zyklus für Bariton und Klavier; Texte: Ernst Schulze, Hoffmann von Fallersleben, Nikolaus Lenau, Joseph von Eichendorff)
- Zyklus für Bariton und Klavier solo (Walzer für Klavier solo; Fand im Buch ein grünes Blatt, Text: Theodor Storm; Herbst für Klavier solo; Letzte Einkehr, Text: Theodor Storm)

## Diskographie – Auswahl

### Oper
- Michael Haydn: Der Traum (Salzburger Hofmusik, Dirigent: Wolfgang Brunner) cpo
- Mozart: La finta semplice (Dirigent: Claudio Scimone) Orfeo
- Mozart: Zaide (Osmin) Orfeo
- Mozart: Thamos, König in Ägypten (Thamos) Deutsche Grammophon
- Mozart: Don Giovanni (Komtur) Teldec
- Henry Purcell: The Fairy-Queen Teldec
- Nikolai Andrejewitsch Rimski-Korsakow: Mozart und Salieri (Grazer Mozartensemble, Dirigent: Alois J. Hochstrasser) Preiser Records
- Antonio Salieri: Prima la musica e poi le parole Teldec
- Schubert: Der Spiegelritter / Die Freunde von Salamanca (Radio-Symphonieorchester Wien, Dirigent: Theodor Guschlbauer) DGG
- Schubert: Fierrabras (König Karl) DGG
- Wagner: Die Meistersinger von Nürnberg (Hans Sachs) Teldec
- Wagner: Der fliegende Holländer (Daland)
- Wagner: Tristan und Isolde (König Marke) DGG

### Lied
- Brahms: Ausgewählte Lieder (Klavier: Rudolf Jansen) Vanguard Classics
- Brahms: Ausgewählte Lieder (Klavier: András Schiff) Decca Records
- Loewe: Ausgewählte Balladen (Klavier: David Lutz) Preiser Records
- Pfitzner: Ausgewählte Lieder (Klavier: Konrad Richter) Preiser Records
- Schubert: Ausgewählte Lieder Vol. 1–4 (Klavier: Konrad Richter) Preiser Records
- Schubert: Ausgewählte Lieder – Schubert im Freundeskreis (Klavier: Rudolf Jansen) Vanguard Classics
- Schubert: Ausgewählte Lieder – Der Liedler (Klavier: Rudolf Jansen) Vanguard Classics
- Schubert: Nachtlieder (Klavier: Konrad Richter) Preiser Records
- Schubert: Winterreise (Klavier: Konrad Richter) Preiser Records
- Schubert: Winterreise (Klavier: Naum Grubert) Vanguard, Brilliant Classics
- Schubert: Die schöne Müllerin (Klavier: David Lutz) Preiser Records
- Schubert: An die Musik (Klavier: David Lutz) Preiser Records
- Schubert: Abendröte / Gesänge des Harfners / Mignon (mit Ellen van Lier, Sopran; Klavier: David Lutz) Preiser Records
- Schumann: Ausgewählte Lieder (Klavier: Jozef de Beenhouwer) Preiser Records,
- Schumann: Ausgewählte Lieder (Klavier: Konrad Richter) Melodia
- Schumann: Eichendorff Liederkreis und ausgewählte Lieder (Klavier: András Schiff) Decca
- Wolf: Italienisches Liederbuch und Italienische Serenade (mit Ellen van Lier, Sopran; Klavier: David Lutz; Pro Arte Quartett, Salzburg) Preiser Records
- Lieder von Holl und Mussorgski (Klavier: Rudolf Jansen) Preiser Records

### Konzert
- Bach: Matthäus-Passion (Staatskapelle Dresden, Dirigent: Peter Schreier) Philips
- Bach: Johannes-Passion (Concentus Musicus Wien, Dirigent: Nikolaus Harnoncourt)
- Bach: Magnificat (Concentus Musicus, Dirigent: Harnoncourt) Teldec
- Bach: h-Moll-Messe (Symphonieorchester und Chor des Bayerischen Rundfunks, Dirigent: Eugen Jochum) EMI
- Bach: Kantaten – Gott ist unsere Zuversicht & Der zufriedengestellte Aeolus (Concentus Musicus, Dirigent: Harnoncourt) Teldec
- Bach: Kantaten – BWV 162, 163, 167, 168, 171, 173, 178/3, 178/5, 179/4, 182/3, 182/4, 186/2, 186/3, 186/7, 188/3, 208 (Jagdkantaten), 212 (Bauernkantate) (Concentus Musicus, Dirigent: Harnoncourt) Teldec
- Bach: Kantaten – Kreuzstab-Kantate, Ich habe genug, Der Friede sei mit euch (Dirigent: Saulus Sondeckis) Melodia
- Bach: Weihnachtsoratorium (Staatskapelle Dresden, Dirigent: Schreier) Philips
- Beethoven: Symphonie Nr. 9 (London Symphony Orchestra, Dirigent: Jochum) EMI
- Beethoven: Missa solemnis (Chamber Orchestra of Europe, Dirigent: Harnoncourt) Teldec
- Brahms: Ein deutsches Requiem (Dänisches Radiosymphonieorchester, Dirigent: Michel Corboz) Erato
- Händel: Messias (Radiosinfonieorchester Stuttgart, Dirigent: Neville Marriner) EMI
- Haydn: Nelson-Messe (Staatskapelle Dresden, Dirigent: Marriner) EMI
- Haydn: Pauken-Messe (Staatskapelle Dresden, Dirigent: Marriner) EMI
- Haydn: Die Jahreszeiten (Wiener Symphoniker, Dirigent: Harnoncourt) Teldec
- Haydn: Die Schöpfung (Savaria Symphonieorchester, Dirigent: Alois J. Hochstrasser) Teldec
- Haydn: Die sieben letzten Worte unseres Erlösers am Kreuze (Concentus Musicus, Dirigent: Harnoncourt) Teldec
- Mozart: Messe c-Moll, (Concentus Musicus, Dirigent: Harnoncourt) Teldec
- Mozart: Requiem (Concentus Musicus, Wiener Staatsopernchor, Dirigent: Harnoncourt) Teldec
- Pfitzner: Von deutscher Seele (Wiener Symphoniker, Dirigent: Martin Sieghart) Arte Nova
- Pfitzner: Das dunkle Reich (Grazer Symphonisches Orchester, Dirigent: Hochstrasser) Preiser Records
- Schmidt: Das Buch mit sieben Siegeln (Tonkünstler-Orchester Niederösterreich, Dirigent: Hochstrasser) Preiser Records
- Schostakowitsch: Symphonie Nr. 13 (Wiener Symphoniker Dirigent: Eliahu Inbal) Denon
- Schubert: Messe Es-Dur (Wiener Philharmoniker, Dirigent: Abbado) DGG

## Publikationen
- Peter Schreier als großer Musiker ohne Star-Allüren, in: Matthias Herrmann (Hrsg.), Begegnungen mit Peter Schreier, Beucha/Markkleeberg 2020, 2. Aufl. 2021, ISBN 3-86729-263-9, S. 79–80.